# 大韓民国の少子化

OECD各国の合計特殊出生率。上位国のひとつから、50年後には最下位国となった。

大韓民国の少子化（だいかんみんこくのしょうしか、韓: 대한민국의 저출산）について解説する。大韓民国（韓国）では21世紀以降、著しい少子化が起こっている。韓国の合計特殊出生率は1970年代まで6.0～4.0と世界最高レベルの数値で推移していたが、1983年に初めて人口置換水準を下回る2.06を記録し、その後も下落を続けた。2005年には世界最低水準となる1.09を記録し、翌2006年にはオックスフォード大学の人口学者デービッド・コールマン教授が「韓国は世界で初めて少子化で消滅する国になるだろう」と予測した。
その後若干の回復はあったものの、2015年の1.24をピークに再び急速に低下し、2018年には0.98と世界で唯一1.0を下回る国となったため韓国内外からの注目を浴びた。その後も2019年に0.92、2020年には0.84、2021年に0.81、2022年に0.78、2023年には0.72と凄まじい速度で出生率が下落している。2021年には韓国の総人口が史上初めて減少に転じた。

## 概要

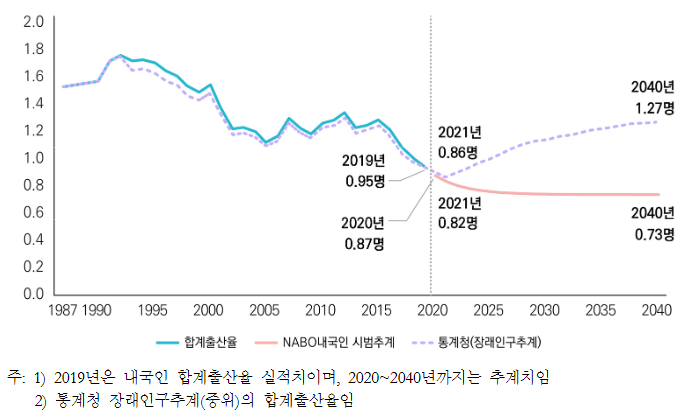
韓国の合計特殊出生率の推移。2020年以降の紫線は韓国統計庁による予測、赤線は大韓民国国会による予測。

1人の女性が一生をかけて産む子どもの数の平均値である合計特殊出生率は、韓国のような乳幼児死亡率が低い先進国においては人口維持のために2.06〜2.10必要とされ、これを人口置換水準という。少子化は、合計特殊出生率が人口置換水準を下回る状態をいう。これは子どもの死亡率が低い先進工業国、もしくは新興国において、経済発展と並行して起こる現象である。ただしその進行速度には大きくばらつきがある。
20世紀半ばまで世界最貧国のひとつであった韓国は、1960年代後半以降「漢江の奇跡」と呼ばれる急速な経済成長を遂げ、この頃より合計特殊出生率も急速に低下した。21世紀初頭には日本、中華人民共和国、台湾、ドイツ、イタリア、東欧諸国などと並び世界の中でも低い水準となり、この頃より少子化問題が韓国社会においても注目されるようになった。
韓国の少子化問題は文在寅政権が発足した2017年以降さらに加速し、2018年には0.98と「世界で唯一の出生率1.0未満」の国になった。合計特殊出生率が1.0未満になった国・地域の例は過去にも存在するが、そのほとんどが「国家の統合・分裂」「戦争や紛争」といった極度の社会的混乱の発生や「干支などの迷信による出産控え」などが理由であり、あくまで一時的なものであった。しかし、2018年の韓国の例はそのような目立った理由が存在せず「自然な現象としての初の1.0人割れ」であったため、韓国社会に大きな衝撃を与えた。その後も2019年に0.92、2020年に0.84、2021年に0.81、2022年には0.78と回復せず下落を続けている。北朝鮮の合計特殊出生率も下落を続けているため、南北が仮に一つの国家になったとしても労働力は担保できない。

## 地域別の統計
地域別の合計特殊出生率を見ると、ソウル特別市（0.59）、釜山広域市（0.72）、大邱広域市（0.76）などの都市部において特に低い。韓国の中央官庁が集積するニュータウンである世宗特別自治市は1.12と韓国国内で最も高いが、それでも超少子化水準（1.3）未満にとどまっている。2022年時点で、韓国の合計特殊出生率（0.78）・普通出生率（4.9）はともに世界最下位である。
| 地域     | 出生児数 | 普通出生率 | 合計特殊出生率 | 総人口     |
| -------- | -------- | ---------- | -------------- | ---------- |
| ソウル   | 42,602   | 4.5        | 0.59           | 9,428,372  |
| 釜山     | 14,134   | 4.3        | 0.72           | 3,317,812  |
| 大邱     | 10,134   | 4.3        | 0.76           | 2,363,691  |
| 仁川     | 14,464   | 4.9        | 0.75           | 2,967,314  |
| 光州     | 7,446    | 5.2        | 0.84           | 1,431,050  |
| 大田     | 7,667    | 5.3        | 0.84           | 1,446,072  |
| 蔚山     | 5,399    | 4.9        | 0.85           | 1,110,663  |
| 世宗     | 3,209    | 8.5        | 1.12           | 383,591    |
| 京畿道   | 75,323   | 5.6        | 0.84           | 13,589,432 |
| 江原道   | 7,278    | 4.8        | 0.97           | 1,536,498  |
| 忠清北道 | 7,452    | 4.7        | 0.87           | 1,595,058  |
| 忠清南道 | 10,221   | 4.8        | 0.91           | 2,123,037  |
| 全羅北道 | 7,032    | 4.0        | 0.82           | 1,769,607  |
| 全羅南道 | 7,888    | 4.3        | 0.97           | 1,817,697  |
| 慶尚北道 | 11,311   | 4.3        | 0.93           | 2,600,492  |
| 慶尚南道 | 14,017   | 4.3        | 0.84           | 3,280,493  |
| 済州道   | 3,599    | 5.3        | 0.92           | 678,159    |
| 大韓民国 | 249,186  | 4.9        | 0.78           | 51,439,038 |

## 影響

### 高齢化

OECD各国の老人（65-歳）一人あたり、生産年齢（20-64歳）人口。
濃橙は2012年時点、薄橙は2050年の予想

高齢化は、総人口に占める高齢者の割合が上昇する現象である。原因は主に2つで、平均寿命が伸びることと、低出生率が継続することにより64歳以下の人口増加率が高齢者人口のそれを下回ることである。
国際連合は、高齢化率（65歳以上を高齢者と定義）が7%を超えると「高齢化社会」、14%を超えると「高齢社会」、21%を超えると「超高齢社会」であると定義している。日本は「高齢化社会」から「高齢社会」への移行にかかった年数が24年で、当時は世界で最も速く移行した国であった。しかし、韓国は2000年に「高齢化社会」に突入すると、わずか18年後の2018年には高齢化率が14%を超え、高齢化の速度で日本を抜いた。その後も高齢化率の上昇は加速しており、極度の低出生率と平均寿命の伸びによって2065年の高齢化率は47%に達し、日本（38%）などを大きく上回り世界1位になると予測された。

### 人口減少

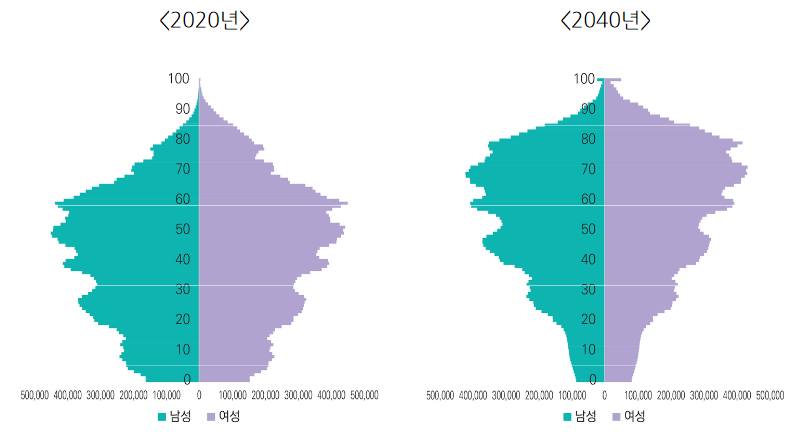
大韓民国国会による2020年の人口ピラミッド（実績）と2040年の人口ピラミッド（予測）

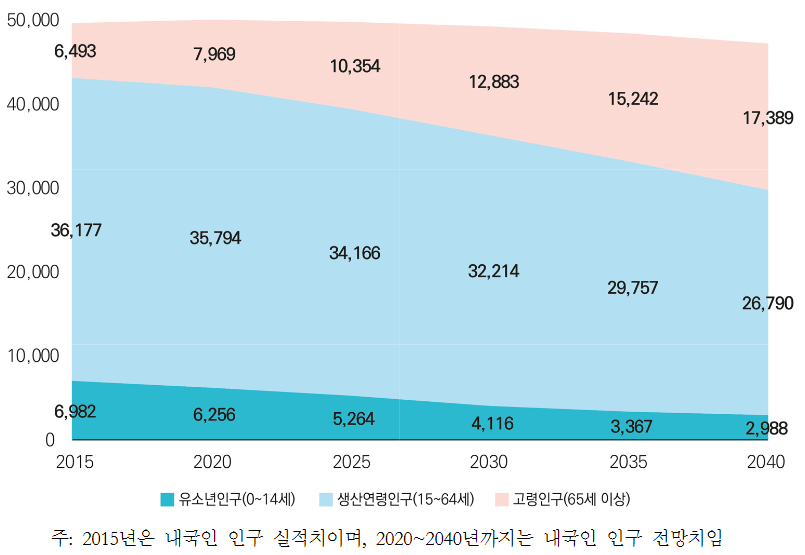
総人口と年少人口・生産年齢人口・高齢人口の変化予測（大韓民国国会による）

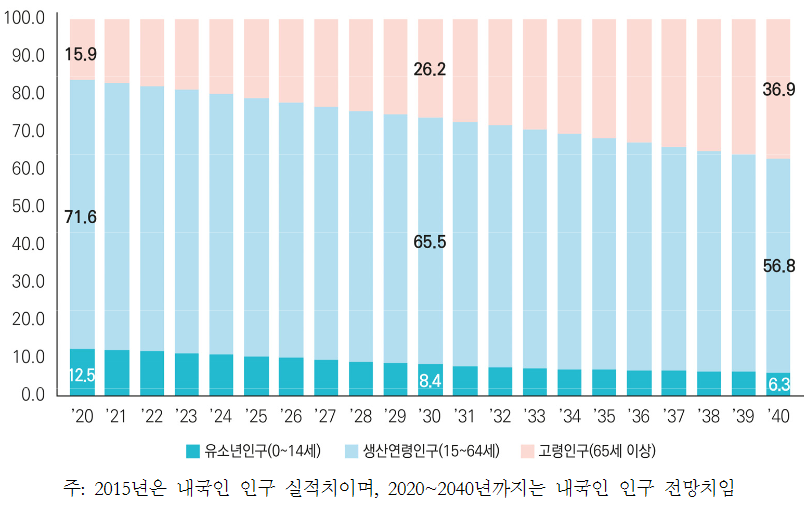
年少人口・生産年齢人口・高齢人口の割合の変化予測（大韓民国国会による）

韓国統計庁は2016年に、総人口の減少は2029年から始まると予測した。だが、2020年に発表した「2019年人口見通し」において、「総人口の減少は2020年に始まる」と予測を更新。わずか4年間の出生率の下落によって、「人口減少元年」が9年も前倒しされたことになる。
| 年        | 合計特殊出生率 | 高齢化率（65歳以上） | 中位年齢 | 総人口（万人） |
| --------- | -------------- | -------------------- | -------- | -------------- |
| 2020-2025 | 1.08           | 15.8%                | 43.7     | 5126           |
| 2025-2030 | 1.09           | 20.2%                | 46.5     | 5133           |
| 2030-2035 | 1.18           | 24.7%                | 49.1     | 5115           |
| 2035-2040 | 1.25           | 29.0%                | 51.4     | 5068           |
| 2040-2045 | 1.32           | 32.9%                | 54.9     | 4978           |
| 2045-2050 | 1.39           | 35.8%                | 56.5     | 4848           |
| 2050-2055 | 1.44           | 38.1%                | 57.7     | 4683           |
| 2055-2060 | 1.48           | 39.2%                | 58.5     | 4485           |
| 2060-2065 | 1.52           | 40.9%                | 58.5     | 4270           |
| 2065-2070 | 1.56           | 42.1%                | 58.3     | 4056           |
| 2070-2075 | 1.58           | 41.9%                | 57.9     | 3854           |
| 2075-2080 | 1.61           | 41.5%                | 57.1     | 3666           |
| 2080-2085 | 1.63           | 41.3%                | 56.2     | 3493           |
| 2085-2090 | 1.64           | 40.5%                | 55.7     | 3335           |
| 2090-2095 | 1.65           | 39.5%                | 55.1     | 3191           |
| 2095-2100 | 1.67           | 38.7%                | 54.6     | 3062           |

| 年        | 合計特殊出生率 | 高齢化率（65歳以上） | 中位年齢 | 総人口（万人） |
| --------- | -------------- | -------------------- | -------- | -------------- |
| 2020-2025 | 0.83           | 15.8%                | 43.7     | 5126           |
| 2025-2030 | 0.69           | 20.4%                | 46.8     | 5093           |
| 2030-2035 | 0.68           | 25.3%                | 49.8     | 5012           |
| 2035-2040 | 0.75           | 30.1%                | 52.6     | 4893           |
| 2040-2045 | 0.82           | 34.6%                | 55.2     | 4740           |
| 2045-2050 | 0.89           | 38.1%                | 57.2     | 4552           |
| 2050-2055 | 0.94           | 41.1%                | 59.0     | 4333           |
| 2055-2060 | 0.98           | 43.1%                | 60.8     | 4081           |
| 2060-2065 | 1.02           | 45.9%                | 62.5     | 3804           |
| 2065-2070 | 1.06           | 48.5%                | 64.0     | 3519           |
| 2070-2075 | 1.08           | 49.8%                | 64.9     | 3241           |
| 2075-2080 | 1.11           | 51.0%                | 65.7     | 2980           |
| 2080-2085 | 1.13           | 52.7%                | 66.6     | 2737           |
| 2085-2090 | 1.14           | 53.7%                | 67.4     | 2513           |
| 2090-2095 | 1.15           | 53.0%                | 67.4     | 2303           |
| 2095-2100 | 1.17           | 51.6%                | 66.4     | 2106           |

国連の低位推計によると、韓国の高齢化率は2045年に日本を抜き世界で最も高くなり、2070年頃には国民の半数以上が65歳以上の高齢者になるとしている。さらに2100年の人口は1928万人まで減少し、1946年の水準まで落ち込むとされた。

### 兵役
韓国には徴兵制度があるが、少子化のあおりを受けて急速に兵力が縮小することが懸念されている。韓国の国防部によると、2040年までに兵人口はおおよそ半減するとされた。

## 原因

### ヘル朝鮮
京郷新聞によると、韓国は夫と妻、親世代と子世代など他者との無限競争が日常化された能力主義社会であり、「世代葛藤」が「世代戦争」と呼ばれるまでになっている。OECDが2018年1月に発表した「2017生活の質（How's life）」レポートにて、韓国では社会生活の中でさまざまな紛争を経験したことがあると回答した割合が34％で、調査対象国のうち1位であった。特に韓国で「事業と雇用」の問題と「隣人と住居環境」問題に紛争を経験した割合はそれぞれ他国よりも高く、もっとも主要な韓国の日常葛藤要因となっている。さらに困難時に頼れる家族や親戚、友人などの人間関係があると答えた割合が全OECD加盟国の最下位だった。2021年までの統計データをとっても生活の満足度は10点満点中5.9点で、OECD最下位だった。京郷新聞は職場でも帰宅後の家庭でも、大小の葛藤と争いにストレスを受けることは多いにもかかわらず、他者からの支援は受けにくい社会だというのが調査結果でも表れたと報道している。加えて、一向に解消されない財閥企業への経済力・影響力の一極集中により、就職難や格差問題が続いており、2015年ごろから韓国のSNSでは若者を中心に「ヘル朝鮮（地獄のような朝鮮）」という言葉が流行語になっている。「韓国は生きづらい」「自分が生き抜くだけで精一杯で家庭などもてない」といった若者の自嘲的な評価とともに、韓国内外の複数のマスコミにも「ヘル朝鮮」は報道される事態となっている。

### 首都圏への人口・経済活動の一極集中
韓国は国土が比較的小さな国でありながら、朝鮮の歴史の中で生まれた地域対立が今日も残っている。首都・ソウルを中心とする韓国北部（現在の首都圏である京畿道や江原道など）では目立った地域対立がみられないのに対し、韓国南部では右派勢力が強い慶尚道と左派勢力が強い全羅道の根深い対立や済州島出身者に対する本土住民の差別などが存在し、韓国社会における地方の地位は決して高いとはいえない。さらに、大韓民国成立以降は財閥の巨大化に伴い、経済活動が活発な首都圏とそれほどでない地方の格差拡大がより顕著になっている。韓国は経済規模に対して中小企業が少なく、就職活動においても大企業志向が強いが、財閥が経営する大企業の本社は大半がソウルに集中している。
また韓国では就職活動において学歴が非常に重要視されるため、大学進学率がOECD諸国の中でも上位であるが、韓国の高等教育制度はソウルに著しく設備が偏っており、地方には名門大学が少ない。そのため、大学によっては地方出身者は入試の採点の際、無条件で加点されるほどである。
このように、若者が「進学も就職もソウル志向」にならざるを得ない環境が（どこの国・地域においても）比較的出生率が高い地方都市からの人口流出を招き、少子化の大きな要因となっている。2019年には首都圏の人口が韓国全体の過半数に達した。数千万人以上の人口を抱えながら、一つの都市圏にこれほど人口が集中している国は世界的にみても韓国以外にない。こうした現象は競争の激化や不動産価格の著しい高騰といった問題も同時に引き起こしており、晩婚化・非婚化を加速させている。

### 熾烈な受験戦争
受験戦争を勝ち抜いて有名大学を卒業しても就職できず、収入が安定しない若年層が増え続けている。「最低賃金引き上げ」「労働時間短縮」を受けて企業は韓国国内に投資しなくなったため、若年層が影響を受けて最悪の若年失業率になっている。2017年から2018年にかけて日本の大卒就職率は98％なのに対して、韓国は67.7％である。就職放棄を含む実質的な失業状態にある人を含んだ青年層の体感失業率、アルバイトをしながら就職活動中の人や入社試験に備える学生などを含めた体感失業率は24%に達している。中央日報は「主要先進国が活況を呈しながら、韓国の若者だけ前例のない求人難を経験している」と嘆いている。20歳を過ぎた子を親が扶養するケースも増加しており、50代の毎月の支出の25%が子どもへの仕送りが占めているとする調査結果もある。韓国の労働市場は正規雇用は25%、残り75％は非正規など低収入の仕事であるため、75％の側にならないために履歴書に書ける項目を増やす「スペック」を積み、入社後も出世競争もある超競争社会である。苛烈な競争社会で、受験戦争を勝ち残って一流大学を卒業して大企業に就職するのが理想とされている。
サムスン電子やLG電子、現代自動車など大手財閥系企業に就職できる者はわずかであり、大手財閥系企業でなければ脱落者とみなされかねない空気さえある。2016年には20代の鬱病患者が2012年よりも22.2％増えた。2018年時点で20代の約40万人が失業者である。「就職無経験失業者」は2018年時点で10万4000人で、20、30代が8万9000人で85.6％を占める。雇用経験がまったくない若い求職や、就職できても質の低い仕事に追いやられるものが増加している。 そのため、日本への就職希望者が増加している。2016年には日本で就職した韓国人は2008年比で2.3倍になった。
個人の能力よりも親の財力がものをいう韓国社会の様相は「スプーン階級論」というスラングで表されている。2015年12月にソウル大学の学生が自殺した際、遺書に「生存を決めるのは箸とスプーンの色だった」と書き残していたと報じられ、「最高学府のソウル大学に合格するだけの能力があっても自殺に追い込まれた」というニュースが韓国の青年層に大きな衝撃を与えた。日本のような中学あるいは高校受験が全く存在せず、大学入学の18歳まで一切ふるいにかけられることがほとんどの韓国国民にまったくないことも、精神を病む一因とされている。
2020年の大学入学定員は34万人だが、2020年の新生児は27万人であったため、必然的に2039年には定員割れが出現する。新生児の数が大学入学定員を大きく数万人単位で下回るケースは、過去の人類史においても前例がない。

## 政府の対策
韓国政府は2006年以降、少子化対策として日本円にして総額21兆円を投入したが、成果は一向に上がっていない。
2020年、韓国政府は2022年から0歳～1歳の子どもを持つ親に月30万ウォン（約2万8500円）の手当てを支給し、さらに2025年までに金額を50万ウォンに引き上げるとした。